# 路易斯維爾大學
路易维尔大学（英語：或称U of L）是一所位于美国肯塔基州最大城市路易斯维尔市的州立研究型大学，建立于1798年，当时是美国第一座市立的公共大学，也是第一批建立在美国阿勒格尼山脉西边的大学之一。由肯塔基州议会授权的路易维尔大学目前依然秉承其一贯“超群大都市区研究型大学”的传统，和肯塔基大学是肯塔基州內仅有的兩所研究型大學。
路易斯维尔大学的学生来自120个县的肯塔基州的118个县、美国所有的州、和116个不同的国家。该大学一共提供70个本科专业、78项硕士学位课程、以及22项博士学位课程。

## 商学院
路易斯维尔大学的商学院列入全国最靠前的百分之七的商业学院当中。该学院提供传统会计和商业管理的硕士项目，也提供一项把焦点放在创业的独特博士课程。最近，美国 创业与小企业协会将该项目命名为2010年全国模范博士创业项目。
这十年来路易斯维尔大学的商学院也得了很多奖。2003年，该学院名列创业杂志（Entrepreneur Magazine）“最高级创业大学”当中，评定成为全国排名第13所。2009年春天，该商业学院的MBA项目被列入国际业务经理杰出刊物CEO杂志所评定的全球最佳25个项目当中。2010年美国新闻与世界报道重复以前的赞誉，把该商业学院命名为“美国最佳的研究所”之一。

## 国外
路易斯维尔大学在国外开设了许多项目。例如，在巴拿马的首都巴拿马城，该大学经营一所提供MBA项目的学校。这个为期十六个月的全日制项目目前招收了约两百名学生，并在全拉丁美洲的MBA项目中排名第四。此外，在欧洲，路易斯维尔大学最近也在希腊雅典开设了一个MBA项目。
路易斯维尔大学通过和其他学校的合作，在很多其他的国家推广其MBA项目，包括香港、新加坡和亚洲的一些其他的地区。在新加坡，它的合作伙伴是安万特商业管理学校（Aventis School of Management）www.aventis.edu.sg (英文)。
就本科生来说，路易斯维尔大学也增广了其海外交流的机会。学校给学生提供留学奖学金，并于2008年的秋天与四所中国顶尖的商科学校签订了交换生协议。目前，路易维尔大学生可以在十五个国外的项目留学，包括在荷兰、德国、法国、莫斯科、布拉格、台湾和匈牙利的学校。
路易斯維爾大學也有很多外國學生組織的學生會，如 Chinese Student & Scholar Association。

## 教师
路易斯维尔大学拓展成功的关键因素之一是该学校教师的高质量。目前，路易维尔大学有2074名教职员工负责4618名研究生和15125名本科生的教学。这些教师获得了很多各种各样的奖励和荣誉，包括在《杰·雷诺今夜秀》 露面和参加在爱沙尼亚的爵士乐合奏组合表演。每位教师的个人兴趣对整个大学的知识和前途很有贡献，引导了大学向更好的未来发展。
在学校本身，由德尔斐中心（Delphi Center）来按照学生的提名，提供奖励给特别优秀的教师。2008年学生为295位教师提出511个提名。除此外，保罗·韦伯优秀教学奖励也提供很多学术拨款给有很优秀研究、教学能力的教师。卡内基基金会和其他路易维尔大学以外的组织有时也提供其他奖励。

## 政治传统
路易斯维尔大学培养政治人才有名的校友包括米奇·麦克科内尔（Mitch McConnell）美国参议院的共和党领袖以及克里斯·多得（Christ Dodd）参议院财政委员会的主席。这两位政治家的成功代表路易维尔大学的成就，也代表了路易维尔大学的政治文化氛围和学术研究之间的良性互动。

## 医学院
在所有的研究所当中，路易斯维尔大学的医疗科学中心特别重要，在路易维尔城提供很重要的医疗服务，也兼办针对疾病的根源的研究。该研究有一些很有价值的成果，包括参与一个很有效果的子宫颈癌疫苗的发明项目，世界第一例完全独立的人工心脏移植手术、世界第一例手移植手术和巴氏涂片检查的发明。医疗学院也开创了第一辆平民救护车，美国第一个急诊室，以及一个美国首批的血库。
这十年来，路易斯维尔大学美国国立卫生研究院的大学研究排列上升了30名。名次的进步是全国最大的，使它从美国国立卫生研究院得到的资金增加了百分之两百七十七。2006年，在美国公共大学在美国国立卫生研究院做提供的资金上，路易维尔大学的黑色素瘤的诊所占第三位，其神经学研究项目占第四位，而其脊髓研究项目占第十位。

## 学术
路易斯维尔大学共有11个学院：
- 人文科学院（College of Arts and Sciences）http://louisville.edu/a-s/ （页面存档备份，存于）
- 商学院（College of Business）http://business.louisville.edu （页面存档备份，存于）
- 牙医学院（School of Dentistry）http://louisville.edu/dental/ （页面存档备份，存于）
- 教育暨人类发展学院（College of Education and Human Development）http://louisville.edu/education/ （页面存档备份，存于）
- 肯特社会工作学院（Kent School of Social Work）http://www.louisville.edu/kent/ （页面存档备份，存于）
- 路易斯维尔大学法学院
- 医学院（School of Medicine）http://louisville.edu/medschool/ （页面存档备份，存于）
- 音乐学院（School of Music）http://www.louisville.edu/music/ （页面存档备份，存于）
- 护理学院（School of Nursing）http://louisville.edu/nursing/ （页面存档备份，存于）
- 公共卫生暨资讯科学院（School of Public Health and Information Sciences）http://louisville.edu/sphis/ （页面存档备份，存于）
- 工学院（J.B. Speed School of Engineering）http://speed.louisville.edu/cms/content.php （页面存档备份，存于）